# 변론능력
변론능력은 법정에서 변론할 수 있는 자격을 말한다.

## 소송능력과의 구별
상고심에서는 변호인만이 피고인을 위하여 변론할 수 있고 소송능력 있는 피고인이더라도 변론의 자격이 주어지지 않는데 이러한 차원에서 변론능력은 소송능력과 구별되고 있다.

## 책임능력과의 구별
책임능력은 범죄성립요건의 하나이고 책임능력을 결한 경우에는 무죄판결을 선고해야 한다는 점에서 소송능력과 차이가 있다.